# Marek Kos
Marek Kos (ur. 18 czerwca 1969 w Lubartowie) – polski lekarz chirurg i samorządowiec, doktor nauk medycznych, od 2024 podsekretarz stanu w Ministerstwie Zdrowia.

## Życiorys
Absolwent kierunku lekarskiego na Akademii Medycznej w Lublinie (1994), kształcił się podyplomowo na studiach MBA na Politechnice Lubelskiej oraz MBA z zarządzania w służbie zdrowia na Uniwersytecie Medycznym w Lublinie. W 2004 uzyskał na macierzystej uczelni doktorat. Zdobył II stopień specjalizacji z chirurgii ogólnej (2001) oraz specjalizację ze zdrowia publicznego (2014). Wykładał na macierzystej uczelni przedmioty związane ze zdrowiem publicznym i zarządzaniem w służbie zdrowia.
Początkowo pracował w pogotowiu ratunkowym w Lublinie, a także jako lekarz rzeczoznawca w kraśnickim oddziale Kasy Rolniczego Ubezpieczeń Społecznych i biegły sądowy przy Sądzie Okręgowym w Lublinie. Zatrudniony w SP ZOZ w Kraśniku, gdzie kierował pracownią endoskopową. W 2006 został zastępcą dyrektora ds. medycznych, następnie od 2012 do 2019 był dyrektorem tej placówki. W 2019 objął funkcję dyrektora Szpitala Specjalistycznego Ducha Świętego w Sandomierzu. Wchodził w skład prezydium Lubelskiej Izby Lekarskiej w Lublinie oraz był wiceprzewodniczącym wojewódzkim Ogólnopolskiego Związku Zawodowego Lekarzy.
Zaangażował się w aktywność polityczną w ramach Polskiego Stronnictwa Ludowego. W 2002 i 2006 kandydował do rady miejskiej Kraśnika, a w 2010 do sejmiku lubelskiego. W 2014, 2018 i 2024 wybierany do tego gremium. Bez powodzenia kandydował do Sejmu w 2015 i 2019 oraz do Parlamentu Europejskiego w 2009. 4 stycznia 2024 został powołany na stanowisko podsekretarza stanu w Ministerstwie Zdrowia, odpowiedzialnego m.in. za kwestie bezpieczeństwa i ratownictwo medyczne.

## Życie prywatne
Syn Tadeusza i Heleny. Żonaty z lekarką Iwoną, ma troje dzieci.